# Some Kind of Bliss
A Some Kind of Bliss című dal az ausztrál énekes-dalszerző Kylie Minogue első kimásolt kislemeze 6. Impossible Princess című stúdióalbumáról, amely 1997. szeptember 8-án jelent meg a BMG, a Mushroom és Deconstruction kiadóknál. A dalt Minogue James Dean Bradfield-del, és Sean Moore-val közösen írta, míg Bradfield és Dave Eringa a producerek voltak. A "Some Kind of Blss" egy dobokkal, és gitárral megtámogatott britpop dal, amelyben Minogue arról énekel, hogy boldognak érzi magát. 
A "Some Kind of Bliss"-re adott kritikai válaszok többnyire vegyesek voltak. A korábbi kritikák kritikusak voltak a rockzenére való átállásának arculatával, és hangzásával kapcsolatban, míg a retrospektív kritikák pozitívak voltak a dalszerzésről, és a hangzási kísérletekről. A dal viszonylag gyengén teljesített a nemzetközi slágerlistákon, az ausztrál kislemezlistán is a 27. helyen, míg az Egyesült Királyság kislemezlistáján a 22. helyen állt. Ez volt az első olyan kiadvány, amely kimaradt a brit Top 20-ból, és a 46. lett az Új-Zélandi kislemezlistán. 
A dal népszerűsítésére a dalt a Top of the Pops, az MTV Australia élő adásában és a Hey Hey It's Saturday című ausztrál tv-sorozatban is előadta. A dal bekerült az 1998-as Intimate and Live Tour koncertturnéjába is. A dalhoz készült klipet David Mold rendezte, amelyben Minogue és Dexter Fletcher színész kirabolnak egy benzinkutat. A dal később felkerül Minogue válogatásalbumjainak számlistájára is. Köztük a Confide in Me (2002), Kylie Minogue: Artist Collection (2004), Confide in Me: The Irresistible Kylie (2007) és a Step Back In Time: The Definitive Collection ( 2019) címűekre. 

## Előzmények
Miután 1995. okbóber 2-án megjelent a Where the Wild Roses Grow című dal Nick Cave és zenekarával,  Minogue elismerést kapott a zenekritikusoktól a rockzenével való kísérletezéséért, akik dicsérték. Ekkor Minogue úgy döntött, hogy barátja Stephane Sednaoui támogatásával új stílusokat fedez fel új albumához. A walesi zenész, James Dean Bradfield felvette a kapcsolatot az A&R-es Pete Hadfielddel, és megkérdezte tőle, hogy mi az aktuális projektjük, amire Hadfield azt válaszolta, hogy "Kylie Minogue új albuma". Megkérdezte Hadfieldet, hogy dolgozhat-e Minogue-val, és jóváhagyták.
Miután Bradfield elküldte neki az "I Don't Need Anyone" című dal demóját, Minogue elégedetlen volt a dal szövegével, és maga írta újra a dalt. Ennek ellenére Minogue "nehéznek" találta a dal megírását, így Brandfield az eredeti demószöveg darabjait kivette, és összekeverte más dalszövegekkel, hogy elkészítse a dalt teljes egészében. "Érdekesnek" találta ezt a fajta írásmódot, és újra meg akarta csinálni, ezért úgy döntött, hogy ugyanezt megteszi a "Some Kind of Bliss"-szel így Bradfield és Sean Moore közösen készítették el a dalt. Minogue így kommentálta ezt a módszeert: "Elvette a dal egyik szövegrészét a dalból, a másik felét pedig egy másik dalszövegből tette hozzá, így olvasztotta őket össze, amit érdekesnek találtam, de én nem tettem volna meg, mert ez két külön dolog". Később úgy érezte, hogy ez így együtt működőképes.
Az album készítése közben a kreatív produkciót Minogue és a Brothers in Rhythm producerei irányították. A Deconstruction Records A&R-je Pete Hadfield aggódott az egyetlen választási lehetőség hiánya miatt, mivel úgy érezte, a Minogue által írt dalok nem felelnek meg a kereskedelmi szabványoknak. Emiatt egy esetleges 1997. januári kislemez megjelenést kellett elhalasztaniuk, hogy az album "tökéletes2 legyen. A "Some Kind of Bliss" az Impossible Princess vezető kislemezeként jelent meg 1997. szeptember 8-án. A maxi cd kislemezen két dal található. A "Limbo" című dal, amelyet kislemezként elutasítottak, ezért önálló kislemezként nem jelent meg, valamint egy új dal a "Love Takes Over Me".

## Összetétel

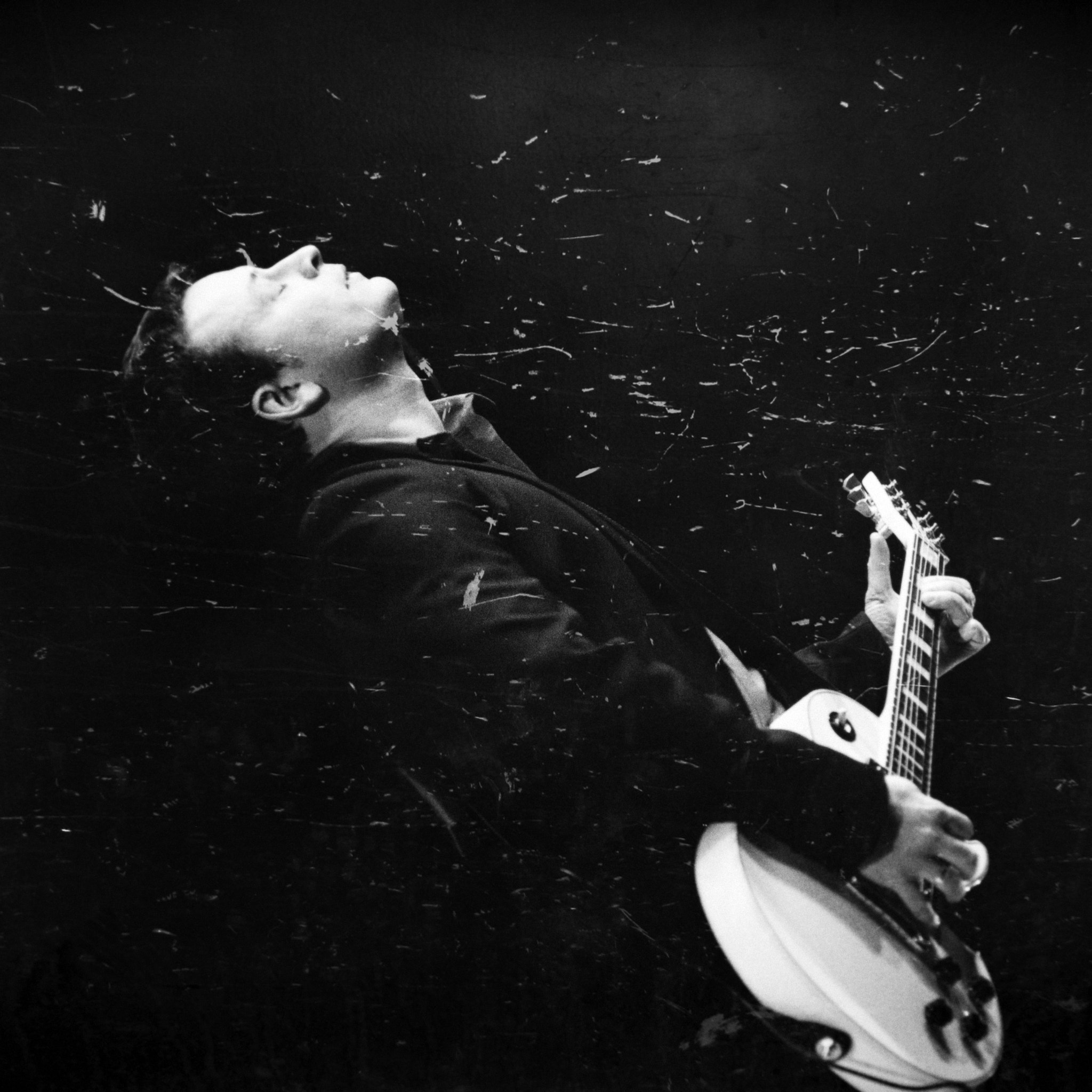
A James Dean Bradfield által készített "Some Kind of Bliss"-t a Manic Street Preachers nevű együtteséhez hasonlították.

A "Some Kind of Bliss"-t maga Minogue írta James Dean Bradfield és Sean Moore walesi előadókkal közösen, míg a produkciót Bradfield és Dave Eringa bonyolította le. A dalt a londoni MyFair Stúdióban rögzítették 1997-ben, és Alan Bremnar csinálta a dal keverését a Roundhouse Stúdióban. Ez egy britpop dal amely alternatív rockot tartalmaz "rock árnyalatú" elemekkel. Az album változat 4 perc 13 másodpercig tart. Hangszeresen a "Some Kind of Bliss" basszusgitárokat, elektromos és akusztikus gitárokat, dobokat, vonós szekciókat, fuvolát és szaxofont tartalmaz. Szövege szerint a dal Minogue élményeiről szól, miközben távol van az emberektől, és boldog, mondván: "Számomra a dal arról szól, hogy képes vagy azt érezni, hogy valaki ott van melletted, akihez közel érzed magad, mégha nem feltétlenül van is ott, csak hunyd le a szemed [...] az a képesség, hogy úgy érezzük, hogy veled vannak, még akkor is ha egymillió mérföldnyire vannak távol". – mondta Minogue.
A Sputnikmusic kritikusa szerint a "Some Kind of Bliss" az egyik pop-rock dal, amely része lehetett korábbi munkáinak. Ez a gyöngyszem az álmos trance hangulat dominanciáját töri meg egy vidámabb érzéssel. Michael R. Smith a The Daily Vault munkatársa úgy érezte, hogy ez egy "meglepően erős és egyértelmű rock" dal. Nick Levine a Digital Spy-tól "Motowny Indie"-nek nevezte, míg Sarah Smit a Fasterloudertől "tiszta pop" jelzőként illette a zenét. Priya az MNE-től azt mondta, hogy a "Some Kind of Bliss" egy 60-as évekre hatolt rézsűs dal, amely teljesen Everything Must Go hangulatot áraszt. Martin Power a Nailed to History: The Story of the Manic Street Preachers című életrajzi könyv írója a Manic Street Preachers dalaihoz hasonlította a "Some Kind of Bliss"-t, és azt mondta, hogy messze van Minogue I Should Be So Lucky és a Better the Devil You Know című dalaitól. A The Australian egyik kritikusa észrevette az átmenetet Minogue korábbi munkáihoz képest, amikor azt mondta: "Az új kislemez nem olyan erős mint korábbi dalai, és hangja még élesebben cseng, majd a gitárok veszik át a korábbi erőfeszítések dobgépeinek ütemét.

## Kritikák
A "Some Kind of Bliss" -ről szóló kezdeti vélemények vegyesek voltak. Az NME-nek 1997 novemberében írt Ben Willmott "rendkívül irritáló"-nak nevezte a dalt, és kijelentette, hogy "Kylie úgy övezi a szöveget, mintha egy kocsiból olvasná azt. Bármely lélek elveszik egy rézfúvók és kötélszerű gitárszólók iszapjában, és ez még több mint egy Shakin’ Stevens felvétel. John Magnan a The Age-től azt mondta, hogy bár a dal kiemelkedő az albumról, valójában az album zűrzavaros dalai közé tartozik. A Music Week egyik kritikusa az ötből négy csillagot adott a dalra, és kijelentette: "Kylie ismét megváltoztatja a zenei stílust ezzel a sűrű, nagy hangzású dallal, amelyet a Manic Street Preachers tagjaival írt, mellyel hangosan jelzi visszatérését a stílushoz. Gareth Gorman elmondta, hogy míg a dal Minogue "vékony énekhangját" mutata be, azt követte, hogy "még mindig működik azon dallamvonalak egyikének köszönhetően, amely elkerülhetetlenül lenyűgöző, egyszerű és hatásos". Michael Dwyeer a Western Australia magazintól kijelentette, hogy a "Some Kind of Bliss" és a Did It Again már bebizonyította, hogy Kylie-nek ezúttal több trükkje van, amelyekről a Stock Aitken Waterman valaha is álmodott, és hatodik albuma még több húrt tartalmaz a gondosan művelt íjhoz. Larry Flick a Billboard magazintól pozitívan értékelte a dalt, és azt mondta: "Ms. Minogue alternatív pop-visenként született újjá, akivel számolni kell".
A dal utólag több pozitív kritikát is kapott. Az AllMusic munkatársa Chris True a dalt választotta az album kiemelkedő számának. A Confide in Me 2002-es válogatás áttekintése közben True kijelentette: "Az Impossible Princess dalai túlnőnek a pophercegnő imázsán. A dalok sötét, zajos számok, mint a "Limbo" a trip-hoppy "Jump" és a rockosabb "I Don't Need Anyone" és a "Some Kind of Bliss" című dalok". Mindkettő társszerzője a Manic Street Preachersből James Dean Bradfield – aki úgy gondolta, hogy különböző stílusokkal próbálja helyettesíteni a korábbi rágógumi popzenét. A Who magazin egyik kritikusa a dalt "funky, spunky, rocky, big"-nek nevezte. Jaime Gill a Yahoo!-tól felülvizsgálta az Ultimate Kylie válogatásalbumát, és bírálta a zenei kompozíciót azzal, hogy "kínos faux-rocknak" nevezte. Matt James a PopMatters-től felülvizsgálta a "Best of Kylie Minogue" című válogatását, és csalódott volt a "Some Kind of Bliss"-ben. Elveszett klasszikusnak titulálva azt. 2017-ben a Billboard 1997. 76. legjobb popdala közé sorolta. Andrew Unterberger azt írta, hogy a "dal húrokkal átitatott gitárloopja meglepően csábító marad, lenyűgöző pillantást vetve egy alternatív valóságra, amelyben a diszkódíva jobban emlékszik a szakadt farmerről, mint az arany melegítőről, és nem kevésbé magára hasonlít". Cameron Adams (Herald Sun) a 21. helyre helyezte a dalt a saját listáján az énekesnő 50. születésnapja alkalmából és az "Indie Kylie" csúcsának nevezte azt [...] egy modern retro 60-as évek lánybanda garázspop mennyországának, tele rézfúvósokkal és klasszisokkal.

## Kereskedelmi sikerek
A dal a 27. helyre került az ausztrál kislemezlistán, és a következő héten a 39. helyre esett vissza. A "Some Kind of Bliss" hat hétig maradt a toplistán, és ez lett a legalacsonyabb listavezető kislemez az albumról, mígnem a Kiss Me Once albumról kimásolt Into the Blue a 46. helyet érte el. A dal egy hétig volt az Új-Zélandi kislemezlista 46. helyén, amely a legalacsonyabb slágerlistán szereplő dal volt az 1988-as "It's No Secret" óta. Az Egyesült Királyságban a dal 1997. szeptember 20-án a 22. helyre lépett be, ami megdöntötte Minogue  egymást követő húsz slágerét, és a legalacsonyabb szóló kislemeze lett az X (2007)-es albumán található The One című daláig, mely a 36. helyen állt 2008. augusztus 9-én.

## Promóció

### Videoklip
A videoklipet David Mold rendezte, és a Spanyolországi Tabernas sivatagban forgatták. A klipben Dexter Fletcher Minogue szeretőjeként szerepel. A videó nemlineáris szerkezetben játszódik, Minogue-val és Fletcherrel kezdődik egy kék Pontiac Firebirddel egy benzinkútnál, ahol Minogue a benzinkútra bámul befelé, míg Fletcher az autóban ül, miután kiengedték a börtönből. Több jelenetben Minogue és Fletcher különböző ruhákban, különböző területeken szerepel, amint vezeti az autót, vagy rohangál egy szállodában. Vannak jelenetek, amelyekben Minogue és Fletcher verekednek, boldogok, és játszanak a szállodai szobájukban.
Később Minogue és Fletcher leparkolnak egy bolt előtt, ahol Minogue csábítóan próbálja elterelni a pénztáros figyelmét, bámulva és pózolva, míg Fletcher pénz próbál ellopni a kasszából. Az utolsó jelenetekben Minogue egy másik ruhában próbál kimenni egy sikátorból egy zacskó pénzzel, de meglát egy rendőrautót, aki felé halad, ám ő megpróbál elsétálni. Fletchert elkapják a rendőrök, és beültetik a rendőrautóba, miközben Minogue-val kiabál. Minogue aki látja az eseményeket, elhajt a pénzzel, és az utcán ahogy elhalad, visszanéz Fletcherre.
Robbie Daw az Idolatortól nyolcasra értékelte a videót Kylie legszexisebb videói között. Azt mondta: "Van valami olyan lazán szexi ebben a Bonnie és Clyde témájú videóban. Kylie sok időt tölt szűkös farmerruhákban, miközben bűnözői szerelmei miatt következményekkel küzd". A közönség a videoklipet Minogue legszexisebb videójává szavazták meg. Ezzel szemben a "Some Kind of Bliss" mégis az utolsó helyre került a szavazatok 1%-val (15. szavazattal). A klip helyet kapott az 1997 novemberében megjelent Did It Again című CD kislemezén. Valamint szerepel a The Kylie Tapes 94–98 (1998), Greatest Hits 87–99 (2003) és Artist Collection. (2004) válogatásokon is.

### Élő előadások
A dal népszerűsítésére Minogue számos televíziós műsorban előadta a dalt. A kislemez debütáló élő előadására a Hey Hey It's Saturday című ausztrál varieté műsorban került sor. Ezt követően 1997. október 4-én adta elő a dalt az MTV-n, majd az Egyesült Királyságban a TFI Fryday és a Top of the Pops című műsorokban is. A "Some Kind of Bliss" felkerült az 1998-as Intimate and Live Tour sorozatába. A dal a turné nyitófelvonásán szerepelt, és Minogue énekelte a dalt a színpadon, miközben fekete, hosszú galléros inget, és háromnegyedes nadrágot viselt, hasonlóan a "Did It Again" jelmezéhez. A turné többi jelmezéhez hasonlóan, beleértve a "Some Kind of Bliss" előadást is, Minogue sok "hercegnő" ihletésű ruhában mutatkozott a színpadon.

## Hatása és felhasználása
A kritikusok a "Some Kind of Bliss"-t Minogue eddigi leginkább "indie" hatású dalaként, és az egyik legkevésbé sikeres kislemezeként ismerték el. Lee Barron aki a Social Theory in Popular Culture című könyvet írta, az Impossible Princess időszakát tárgyalta, és kijelentette, hogy a "Some Kind of Bliss" volt az egyik fő szempont az "Indie Kylie" felcímkézésével a kiadónál. Craig Mathieson aki a Playlisted: Everything You Need to Know about Australian Music Right Now (2009) című könyvet írta, a dalról így nyilatkozott: "Szándéknyilatkozat volt, de nem úgy, ahogy tervezték. A szabadság érzése, a csaliba vetett hit, a boldogságról, nem felelt meg Kylie-nak. Legjobban a szűkítő reklámok csökkentése határozta meg, a zenéje pedig később a választás hiánya miatt hangsáv lett.
A rossz fogadtatás arra késztette Hadfieldet, hogy bocsánatot kérjen Minogue-tól, önmagát hibáztatva, amiért nem ő irányította a felvételeket. "Imádom a hangját, kijöttem vele, és szégyellem magam, hogy kudarcot vallottam". Tom Parker aki az "Impossible Princess" 2003-as kiadásának jegyzeteit írta, megfigyelte, hogy a kritikusok a "Some Kind of Bliss"-nek minősítették azt Minogue a "lírai és produkciós hitelesség megszerzésére irányuló megközelítése miatt, amely teljes mértékben háttérben szorult". Minogue nyilvánosan kommentálta a kislemez utóhatásait: "Azt hiszem, a statikus az volt, hogy Elton az eladások 75%-át szerezze meg azon a héten, így az enyém nem indult jól.". Majd folytatta: "Megmondtam, hogy ne legyek elkeseredve, de csalódott voltam, mert az albumnak ki kellett jönnie [...] A lényeg az volt, hogy kiadják, és lehet hogy az embereknek tetszeni fog, de lehet utálják majd, de ez benne volt a pakliban". Bűntudatot érzett amiatt is, hogy megvált a Stock Aitken Waterman-tól miután a Deconstructions produkciós csapata nem volt velük jó viszonyban, de később megjegyezte, hogy a "jó felvételekkel" együtt távozott.
A "Some Kind of Bliss" Minogue számos válogatásalbumán szerepelt. Az első megjelenése a 2000-es Deconstruction által megjelentetett Hits+ és a 2001-es BMG Greatest Hits, a Confide in Me című válogatásalbuma volt, amely a Deconstruction időszakából származó kislemezeiből és számaiból állt többségében. Heather Phares az Allmusic-tól dicsérte az "Impossible Princess" album dalait, köztük a "Some Kind of Bliss"-t. Ezután megjelent a 2004-es Artist Collection és az Impossible Princess korszakának nagy részét tartalmazó válogatásalbumai. A Confide in Me: The Irresistible Kylie első lemezén jelent meg 2007 júliusában az Egyesült Királyság független kiadója, a Music Club gondozásában, és a Warner Music Australia által 2012 októberében kiadott K25: Time Capsule című lemezén. A dal megtalálható továbbá a Step Back in Time: The Definitive Collection 2019 novemberében megjelent harmadik lemezén is hallható. A Quivver remix az 1998-as Mixes and Impossible Remixes című remix válogatáson jelent meg.

## Formátumok és számlista
| CD single 1. "Some Kind of Bliss" – 4:13 2. "Limbo" – 4:06 3. "Some Kind of Bliss" (Quivver remix) – 8:39 7-inch kislemez 1. "Some Kind of Bliss" (Radio edit) – 3:50 2. "Love Takes Over Me" – 4:14 | 12-inch bakelit 1. "Some Kind of Bliss" (Quivver remix) – 8:39 2. "Some Kind of Bliss" (Quivver remix) – 8:39 Kazetta single 1. "Some Kind of Bliss" – 4:13 2. "Limbo" – 4:06 |

## Slágerlista
| Slágerlista (1997)                    | Legjobb helyezések |
| ------------------------------------- | ------------------ |
| Ausztrália (ARIA)                     | 27                 |
| Új-Zéland (Recorded Music NZ)         | 46                 |
| Skócia (Scottish Singles Top 40)      | 16                 |
| Egyesült Királyság (UK Singles Chart) | 22                 |

## Közreműködők
- Kylie Minogue – ének, háttérének
- James Dean Bradfield – gitár, basszusgitár
- Nick Nasmyth – billentyűs hangszerek
- Sean Moore – dob
- Andy Duncan – ütőhangszerek